# Chiesa di Tutti i Santi (Burbage, Wiltshire)
La chiesa di Tutti i Santi (in inglese All Saints Church) è una chiesa parrocchiale anglicana che si trova a Burbage, villaggio e parrocchia civile nella contea del Wiltshire, nel Sud Ovest dell'Inghilterra. Il luogo di culto risale all'XI secolo, rientra nella diocesi di Salisbury ed è considerato un monumento classificato di seconda categoria per il suo particolare interesse storico e architettonico.

## Storia

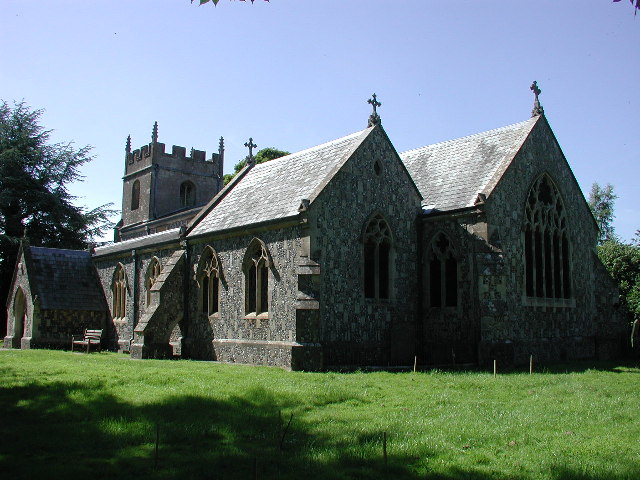
Chiesa di Tutti i Santi, esterno

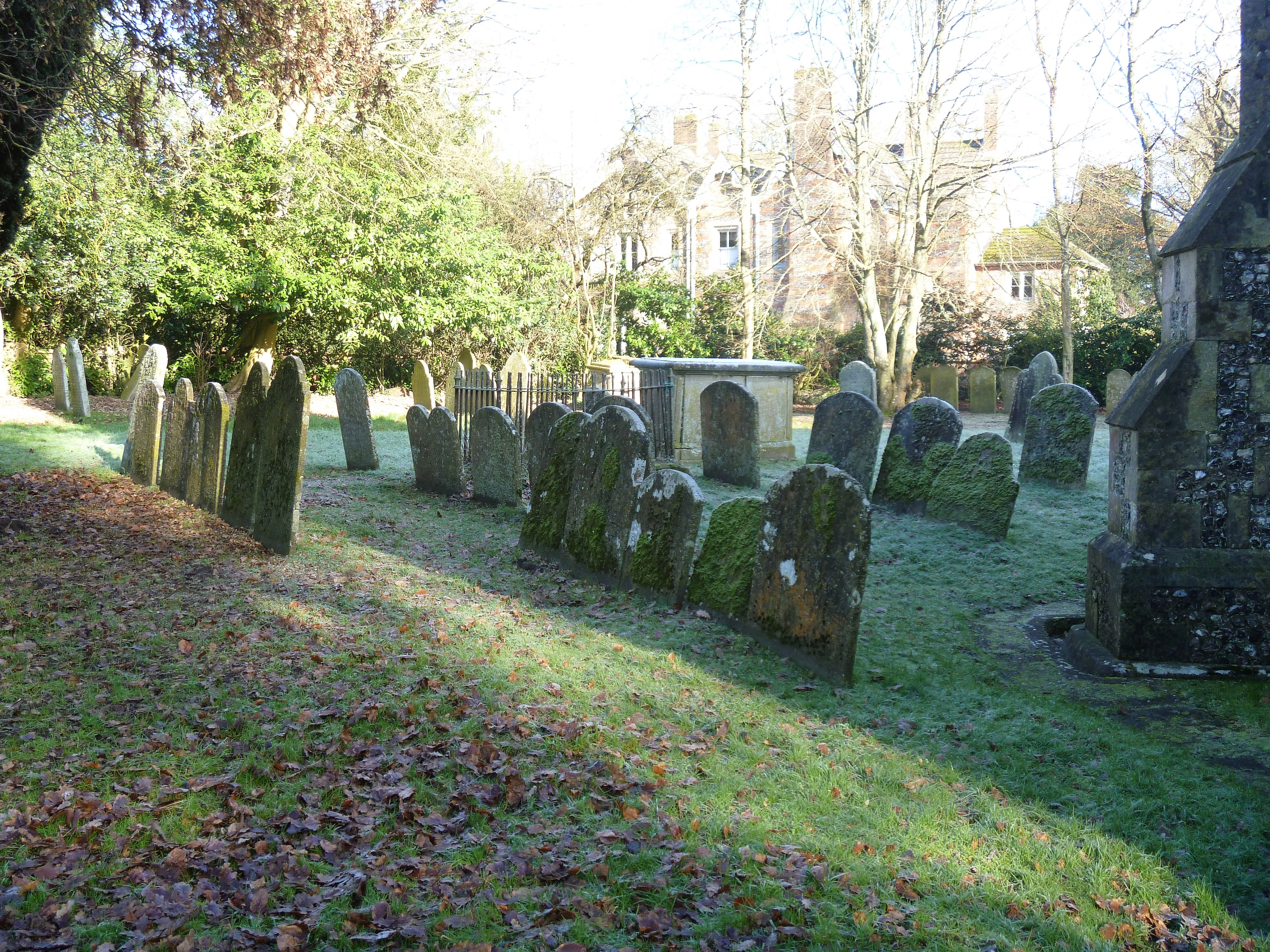
Cimitero della comunità

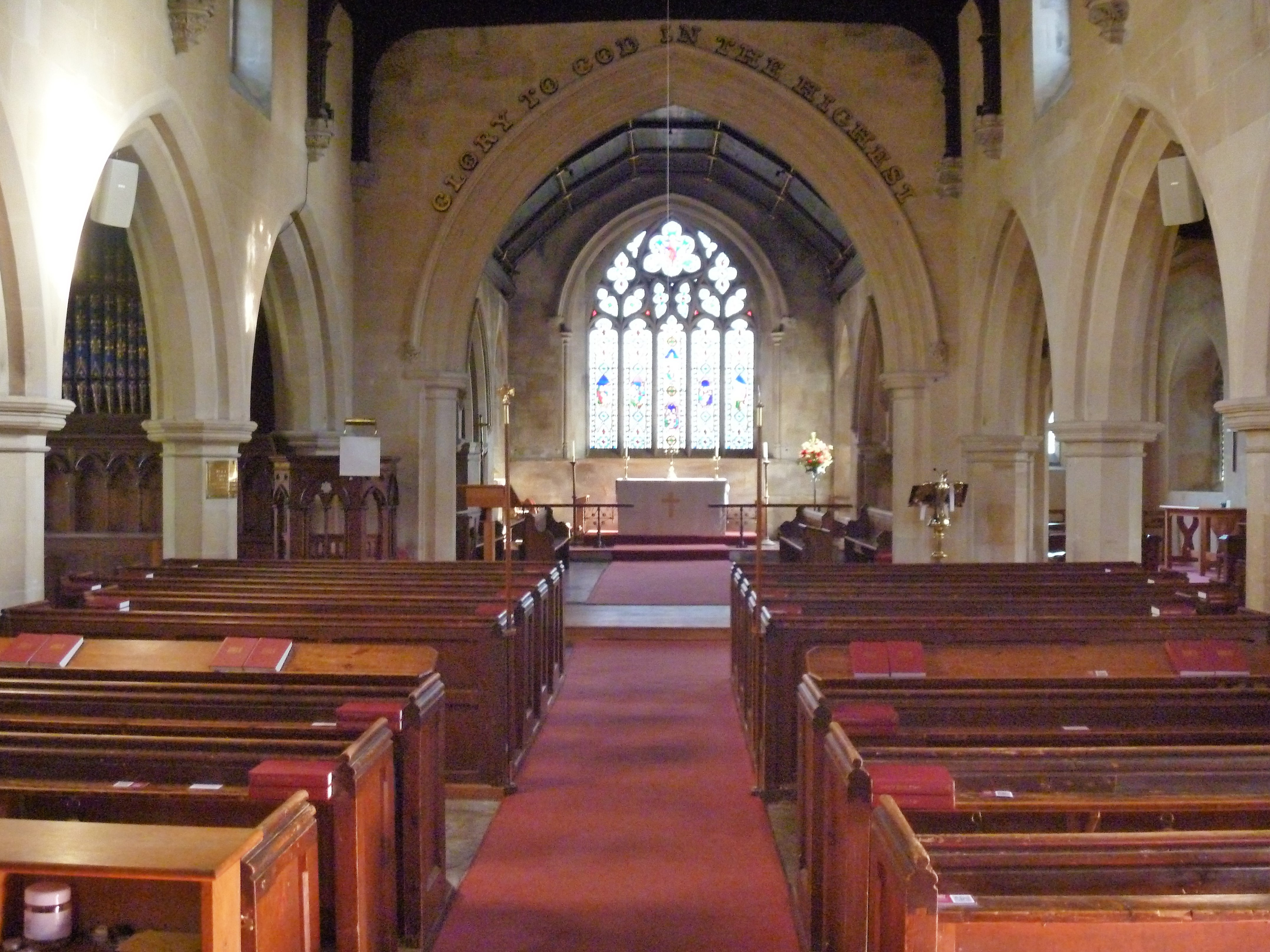
Interno della sala

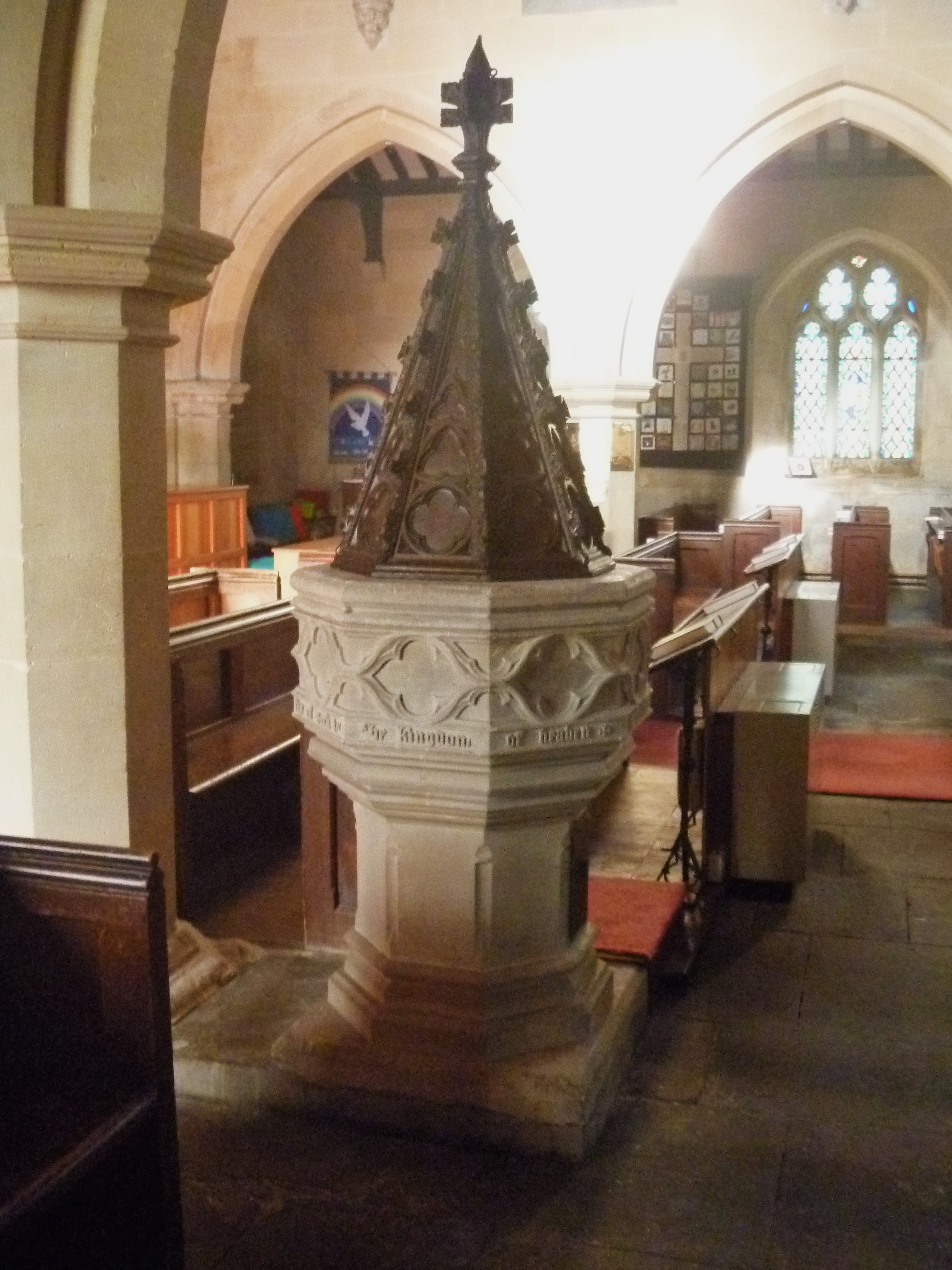
Fonte battesimale

Nel Domesday Book viene già citato un luogo di culto a Burbage, nel 1086, e questo era probabilmente una struttura sassone associata alla tenuta di Burbage dell'XI secolo. Nel 1139 la chiesa e le sue entrate furono donate alla cattedrale di Salisbury e Burbage fu probabilmente officiata da un cappellano fino alla fine del XIV secolo, quando fu ordinato un vicario. La chiesa è registrata per la prima volta come dedicata a Tutti i Santi nel 1213, ma la dedica potrebbe essere precedente. La chiesa sembra essere stata ricostruita nel XIV secolo e nel secolo seguente con il presbiterio, la torre e il suo portico occidentale del XIV secolo e la navata laterale sud del XV secolo. Un portico sud fu aggiunto nel XVI secolo. La parrocchia fu una delle tante ad avere il suo vicario, Hugh Nash, espulso durante il periodo parlamentare, nel 1646. Il vicario venne ripristinato nel 1660 dopo la guerra civile da Carlo II d'Inghilterra. In quel periodo si diceva che la casa del vicariato fosse in rovina e presumibilmente fu restaurata o sostituita. L'unica altra modifica importante alla chiesa, fino al XIX secolo, fu l'innalzamento della navata laterale sud e la costruzione di una galleria nel 1702. La domenica del censimento del 1851 la dimensione media della congregazione era di circa 150 persone. In quel periodo venne deciso che era necessaria una nuova chiesa e quella esistente fu ampiamente ricostruita, in pietra e selce modellate, nel 1853. Tutto ciò che rimaneva della vecchia chiesa era la torre occidentale e il suo portico. Il presbiterio, con una cappella a sud aggiunta nel 1876, la navata con cleristorio e il portico a sud vennero ricostruiti. Fu costruita anche una nuova canonica sul sito di quella vecchia con il tetto di paglia che aveva stanze dal soffitto basso. La chiesa in seguito ebbe poche modifiche e intanto il numero dei fedeli iniziò a diminuire. Nel 1969 la canonica del 1853 fu venduta e sostituita da una nuova, mentre nel 1973 la maggior parte della parrocchia ecclesiastica di Savernake Christchurch fu aggiunta a quella di Burbage. Questo beneficio unito nel 1979 divenne parte del beneficio di Wexcombe. Nel 1553 nella torre c'erano tre campane, che furono cambiate in un anello di cinque nel 1607. I registri parrocchiali del 1561, diversi da quelli in uso attuale, sono conservati nel Wiltshire & Swindon History Centre a Chippenham.

## Descrizione
L'English Heritage ha inserito dal 27 maggio 1964 la chiesa di Tutti i Santi di Burbage tra gli edifici storici come monumento classificato di seconda categoria col numero 1035909. La chiesa appartiene alla diocesi di Salisbury.

### Esterni
La chiesa si trova nella parte settentrionale dell'abitato di Burbage nella valle di Pewsey nel Wiltshire, nel Sud Ovest dell'Inghilterra. L'edificio è di grandi dimensioni con due navate e robusti contrafforti esterni a rampante, costruita in pietra calcarea e selce. La torre si trova a occidente e culmina con parapetto merlato e pinnacoli. La copertura dei tetti è in ardesia e presenta una diversa pendenza per navata centrale e navate laterali, presbiterio e cappelle. Il portico sud ha un arco. I cancelli in legno con cornice esterna sono del XIX secolo con punte di ferro ondulate. Attorno alla chiesa c'è il cimitero della comunità.

### Interni
La sala è di notevoli dimensioni e riceve luce da grandi finestre in stile gotico inglese poste sulle facciate. 
Le navate sono separate da arcate di 4 archi smussati su colonne ottagonali. Il presbiterio è anticipato da un ampio arco. La copertura interna è con capriate in legno e arco centrale a cinque lobi e travi a vista. La cappella della Madonna ha un tetto a capriate e un oculo sopra la finestra orientale. Il fonte battesimale ha forma di catino ottagonale in calcare del XIX secolo con iscrizione e cuspide collegata. la copertura è in legno di rovere e ha forma piramidale. Il pulpito è del 1854 in legno di pino. Il leggio è in ottone con aquila.